# Gregor Hasler
Gregor Hasler (* 5. Juli 1968 in Basel) ist ein Schweizer Psychiater und Psychotherapeut.

## Leben
Hasler wuchs in Luzern auf. Nach dem Studium der Medizin an der Universität Zürich promovierte er 1997 und arbeitete anschliessend als Assistenzarzt an der Medizinischen Klinik des Spitals Zollikerberg. Die Fachausbildung zum Psychiater und Psychotherapeuten absolvierte er an der Klinik für Psychiatrie und Psychotherapie Hohenegg in Meilen und an der Psychiatrischen Poliklinik des Universitätsspitals Zürich. Parallel dazu bildete er sich in psychiatrischer Epidemiologie und Versorgungsforschung an der Psychiatrischen Universitätsklinik Zürich weiter und forschte drei Jahre am National Institute of Mental Health in Bethesda (Maryland) im Bereich Epidemiologie: Dabei untersuchte er den Einfluss von Stress auf die psychische und körperliche Gesundheit.
2006 wurde Hasler Oberarzt am Universitätsspital Zürich, wo er die Sprechstunden für affektive Störungen und Psychosomatik leitete. 2007 wurde er Privatdozent an der Medizinischen Fakultät der Universität Zürich. Seit dem 1. Januar 2010 ist er ausserordentlicher Professor für Psychiatrische Versorgungsforschung und Chefarzt der Sozialen Psychiatrie der Universitären Psychiatrischen Dienste Bern. Im Jahr 2016 war er im Rahmen eines Sabbaticals Visiting Professor an der Icahn School of Medicine at Mount Sinai, New York, USA. Im Zentrum seiner Forschungstätigkeit stehen das Zusammenspiel von sozialen, psychischen und biologischen Faktoren bei der Prävention und Behandlung von psychischen Störungen. Seit 1. Januar 2019 ist er ordentlicher Professor für Psychiatrie und Psychotherapie an der Universität Freiburg (Schweiz). Seine wissenschaftlichen Arbeiten wurden mit nationalen und internationalen Preisen ausgezeichnet.
Hasler gab 2017 das Buch Resilienz: Der Wir-Faktor. Gemeinsam Stress und Ängste überwinden im Schattauer-Verlag heraus. Im Sommer 2019 erschien sein zweites Buch Darm-Hirn-Connection. Revolutionäres Wissen für unsere psychische und körperliche Gesundheit im Schattauer-Verlag. 
Hasler engagiert sich für nationale und internationale Fachgesellschaften. 2015 wurde er zum Präsident der Schweizer Gesellschaft für Bipolare Störungen gewählt. Im Jahr 2016 wurde er zum Vollmitglied des American College of Neuropsychopharmacology (ACNP) ernannt, im Jahr 2017 zum wissenschaftlicher Berater des European College of Neuropsychopharmacology (ECNP). Er war wissenschaftlicher Berater des Deutschen Ministeriums für Bildung und Forschung.

## Mitgliedschaften (Auswahl)
- ACNP, ECNP
- Sektion Affektive Störungen der Welt-Psychiatrie-Gesellschaft (WPA; Sekretär)
- Schweizerische Gesellschaft für Bipolare Störungen (Präsident)
- International Society for Bipolar Disorders (ISBD)
- Schweizerische Gesellschaft für Arzneimittelsicherheit in der Psychiatrie (wissenschaftlicher Beirat)

## Auszeichnungen
- 2006 Young Investigators Award, Swiss Society of Biological Psychiatry (SGBP)
- 2008 Walter und Gertrud Siegenthaler Wissenschaftspreis, Universität Zürich
- 2008 Robert Bing-Preis, Schweizerische Akademie der Medizinischen Wissenschaften (SAMW)
- 2008 Lundbeck Institute Psychiatrie Preis, Schweizerische Gesellschaft für Psychiatrie und Psychotherapie (SGPP)
- 2008 Wyeth Deutschland Forschungspreis Neuroscience Depression/Angst, Deutsche Gesellschaft für Psychiatrie, Psychotherapie und Nervenheilkunde
- 2009 Narsad Independent Investigator Award